# 700-ті
Раннє Середньовіччя. Триває чума Юстиніана. У Східній Римській імперії правили Тиберій III і Юстиніан II. Омеядському халіфату належать Аравійський півострів, Сирія, Вірменія, Персія, Єгипет, Північна Африка. Невелика частина Італії належить Візантії, на решті лежить Лангобардське королівство. Франкським королівством формально правлять королі з династії Меровінгів при фактичному правлінні мажордомів. Іберію займає Вестготське королівство. В Англії триває період гептархії. Авари та слов'яни утвердилися на Балканах. Центр Аварського каганату лежить у Паннонії. Існують слов'янські держави князівство Карантанія та Перше Болгарське царство.
У Китаї завершилася друга династія Чжоу, відновилося правління династії Тан. Індія роздроблена. В Японії завершився період Ямато. У степах між Азовським морем та Аралом існує Хазарський каганат. Відродився Тюркський каганат.
На території лісостепової України в VIII столітті виділяють пеньківську й празьку археологічні культури. У VIII столітті тривало швидке розселення слов'ян. У Північному Причорномор'ї співіснують різні кочові племена, зокрема булгари, хозари, алани, авари, тюрки.

## Події
- Тривали бої між Візантією та Омеядським халіфатом у Малій Азії, Вірменії, Північній Африці. Візантія втратила своє останнє місто в Північній Африці та Балеарські острови. Араби готуються до вторгнення на Піренейський півострів.
- Омеядський халіфат захопив Бухару в Середній Азії.
- У Візантії 705 року Юстиніан II з допомогою булгар хана Тервела повернув собі владу.
- У Цзетянь, китайська імператриця, померла 705 року. З її смертю короткий період другої династії Чжоу закінчився, і відновилася династія Тан. 710 року принцеса Вей отруїла свого чоловіка Чжун-цзуна, але в результаті перевороту до влади прийшов Жуй-цзун.
- З перенесенням столиці до Нари 710 року в історії Японії завершився період Ямато.
- 701 — кінець понтифікату Папи Сергія I;
- 701—705 — понтифікат Папи Іоанна VI;
- 705—707 — понтифікат Папи Іоанна VII;
- 708 — понтифікат Папи Сизинія;
- 708 — початок понтифікату Папи Костянтина;